# Jeralean Talley
Jeralean Talley z domu Kurtz (ur. 23 maja 1899 w Montrose w stanie Georgia; zm. 17 czerwca 2015 w Inkster w stanie Michigan) – amerykańska superstulatka, od 6 kwietnia 2015 roku, po śmierci Gertrude Weaver została ogłoszoną najstarszym człowiekiem na świecie. 
Według Gerontology Research Group w 2021 r. była 22. pod względem długowieczności człowiekiem w historii. Zmarła 17 czerwca 2015 mając 116 lat i 25 dni.

## Życiorys
Jeralean Kurtz urodziła się 23 maja 1899 roku w stanie Georgia jako jedno z dwunastu dzieci Amelii i Samuela Kurtz. W dzieciństwie pracowała na farmie przy zbiorach bawełny, orzeszków ziemnych oraz ziemniaków. W 1935 roku przeprowadziła się do miasta Inkster w stanie Michigan, gdzie mieszkała do końca życia. W 1936 roku, w wieku 37 lat, wyszła za mąż za Alfreda Talleya (30 stycznia 1893-17 października 1988), z którym miała jedną córkę, Thelmę Holloway urodzoną w 1937 roku. Jeralean i Alfred byli małżeństwem przez 52 lata, aż do śmierci mężczyzny w październiku 1988 roku w wieku 95 lat. Talley miała troje wnuków, dziesięciu prawnuków oraz czworo praprawnuków.
Tylko raz próbowała prowadzić samochód.
W ostatnich latach życia Jeralean mieszkała ze swoją jedyną córką. Zajmowała się szyciem sukienek, a nawet chodziła regularnie do kasyna, aż do 104 roku życia, gdy zaczęła mieć kłopoty z chodzeniem. Mimo to była w stanie chodzić z balkonikiem aż do końca życia. Była też powszechnie znana w swojej parafii. W dniu swoich 114 i 116 urodzin otrzymała list od prezydenta Baracka Obamy. Często powtarzała: Traktuj innych tak, jak chcesz być traktowany.
Talley zmarła 17 czerwca 2015 roku, po tygodniowym pobycie w szpitalu. Przed śmiercią modliła się, aby nie cierpieć. Zmarła podobno we śnie w swoim domu w Inkster. Była najstarszą osobą na świecie przez 72 dni. Po jej śmierci najstarszym człowiekiem na świecie została Susannah Mushatt Jones, również Afroamerykanka.